# سبزه‌لی (شاوشات)
سبزه‌لی (به ترکی استانبولی: Sebzeli) یک منطقهٔ مسکونی در ترکیه است که در شاوشات واقع شده‌است. سبزه‌لی ۱۲۹ نفر جمعیت دارد.